# Tilt (Scott Walker)
Tilt è il dodicesimo album in studio del cantautore statunitense Scott Walker. Pubblicato l'8 maggio 1995 ad undici anni di distanza dal precedente Climate of Hunter, ha raggiunto la posizione 27 della Official Albums Chart. Non ne sono stati estratti singoli.
Tutti i brani sono stati scritti tra il 1991 ed il 1992, eccezion fatta per Manhattan, composta nel 1987, e Rosary. Le sessioni di registrazione vennero effettuate agli RAK Recording Studios e Townhouse Studios del Regno Unito e la distribuzione dell'album era stata fissata per i primi 1992 ma essa non avvenne se non tre anni dopo. L'opera rappresenta il primo capitolo di un'ideale "trilogia" che sarà completata con i successivi The Drift (2006) e Bish Bosch (2012).

| Recensione    | Giudizio   |
| ------------- | ---------- |
| AllMusic      |            |
| City Pages    | Favorevole |
| Rolling Stone | [ 5 ]      |

## Tracce
Tutte le composizioni di Scott Walker, eccetto dove indicato

### Lato A
1. Farmer in the City (Remembering Pasolini) – 6:38
2. The Cockfighter – 6:01
3. Bouncer See Bouncer... – 8:50
4. Manhattan (flȇrdelē´) – 6:05

Durata totale: 27:34

### Lato B
1. Face on Breast – 5:15
2. Bolivia '95 – 7:44
3. Patriot (A single) – 8:28
4. Tilt – 5:13
5. Rosary – 2:41

Durata totale: 29:21

## Formazione
- Scott Walker – voce
- Ian Thomas – batteria
- John Giblin – basso elettrico
- Brian Gascoigne – tastiere
- David Rhodes – chitarra

### Musicisti addizionali
- Farmer in the City
  - Archi della Sinfonia of London, arrangiati e condotta da Brian Gascoigne
  - Elizabeth Kenny – chitarrone
  - Roy Carter – oboe
- The Cockfighter
  - Hugh Burns – chitarra
  - Alasdair Malloy – percussioni
  - Louis Jardim – percussioni
  - Andrew Cronshaw – corno francese e ance
  - Brian Gascoigne – celesta e organo della Methodist Central Hall
- Bouncer See Bouncer...
  - Jonathan Snowden – flauti
  - Andy Findon – flauto basso
  - Jim Gregory – flauto basso
  - Roy Jowitt – clarinetto
  - Roy Carter – oboe
  - Brian Gascoigne – legni, orchestrazione e organo della Methodist Central Hall
  - Peter Walsh – grancassa progressiva
- Manhattan
  - Alasdair Malloy – percussioni
  - Louis Jardim – percussioni
  - Brian Gascoigne – organo della Methodist Central Hall
  - Andrew Cronshaw – concertina
- Face on Breast
  - Ian Thomas – "grancassa sul giro e kit tutto in una volta"
  - Colin Pulbrook – organo Hammond
  - Scott Walker e Peter Walsh – fischio
- Bolivia '95
  - Hugh Burns – chitarre
  - Alasdair Malloy – percussioni
  - Louis Jardim – percussioni
  - Andrew Cronshaw – bawu
  - Greg Knowles – cimbalom
- Patriot (a single)
  - Archi della Sinfonia of London, orchestrati e condotti da Brian Gascoigne
  - Jonathan Snowden – ottavino
  - John Barclay – trombe
  - Ian Thomas – grancassa militare e piatti
- Rosary
  - Scott Walker – chitarra

## Singoli promo
Per promuovere Tilt sulle radio e nei negozi di dischi, vennero creati due CD promo contenenti alcune canzoni editate dell'album.
Scott 1 (Fontana - EEFR 1)
1. Patriot (a single) (Edit) – 4:40
2. The Cockfighter (Edit) – 4:07

Scott 2 (Fontana - EEFR 2)
1. Tilt (Edit) – 4:38
2. Farmer in the City (Edit) – 4:37

## Pubblicazioni
A seguito delle ottime recensioni ricevute, l'album fu pubblicato per la prima volta in Europa come edizione limitata nei formati LP e CD nel maggio 1995, prima di essere esportato pure negli Stati Uniti nel 1997. La copertina è stata progettata da Stylorouge con la fotografia e la manipolazione delle immagini della mano di Walker di David Scheinmann da un'idea del cantante.
| Paese                 | Data             | Etichetta | Formato              | Catalogo  |
| --------------------- | ---------------- | --------- | -------------------- | --------- |
| Regno Unito           | 8 maggio 1995    | Fontana   | CD                   | 526 859-2 |
| UK                    | 8 maggio 1995    | Fontana   | LP (Limited Edition) | 526 859-1 |
| Stati Uniti d'America | 2 settembre 1997 | Drag City | CD                   | DC134CD   |
| US                    | 18 novembre 2008 | Drag City | LP                   | DC134     |

## Posizione in classifica
| Classifica            | Posizione |
| --------------------- | --------- |
| Official Albums Chart | 27        |